# 7.º Distrito Congressional do Alabama
O 7º Distrito Congressional do Alabama é um dos 7 Distritos Congressionais do Estado norte-americano do Alabama, segundo o censo de 2000 sua população é de 635.300 habitantes.
Fica ao Oeste deste Estado e inclui os condados de:
- Greene
- Choctaw
- Sumter
- Marengo
- Dallas
- Wilcox
- Perry
- Hale
- Jefferson
- Tuscaloosa
- Clarke
- Pickens